# Quartier des Trèfles
Le quartier des Trèfles (en néerlandais : Klaverswijk) est un quartier de la commune d'Anderlecht (Région de Bruxelles-Capitale).
Il se situe au sud de la commune, entre les quartiers de La Roue et des Étangs.
Il a la particularité d'être constitué de maisons mitoyennes au nord et de terrains en pleine expansion au sud.
Chaque axe longe le quartier qu'il délimite.

## Curiosités et sites importants
- FC Anderlecht-Milan
- École maternelle et primaire des Trèfles (P23)[1]

## Liste des rues du quartier
- rue des Trèfles
- route de Lennik
- rue Delwart
- rue Alex. Pierrard
- rue Pierre Schlosser
- avenue Venizelos
- rue du Bouquet
- avenue Eugène Baie
- rue Frans Hals
- rue Jean Noté
- avenue Guillaume Stassart
- rue Florimond De Pauw
- rue des Alouettes
- rue Dr Roux
- rue Friedtjof Nensen